# Robert Stanbury
Robert Douglas George Stanbury PC QC (* 26. Oktober 1929 in Exeter, Ontario; † 10. Februar 2017) war ein kanadischer Jurist und Politiker der Liberalen Partei Kanadas, der mehrere Jahre Abgeordneter des Unterhauses sowie Minister war.

## Leben
Nach dem Schulbesuch absolvierte Stanbury ein Studium, das er mit einem Bachelor of Arts (B.A.) abschloss. Ein weiteres Studium der Rechtswissenschaften beendete er mit einem Bachelor of Laws (LL.B.) und war danach als Rechtsanwalt, Solicitor und Barrister tätig.
Bei der Unterhauswahl vom 8. November 1965 wurde Stanbury als Kandidat der Liberalen Partei erstmals als Abgeordneter in das Unterhaus gewählt und vertrat in diesem bis zu seinem Mandatsverzicht am 9. November 1977 den Wahlkreis York-Scarborough. Zu Beginn seiner Abgeordneten Tätigkeit war er vom 18. Januar 1966 bis zum 23. April 1968 Vorsitzender des Ständigen Unterhausausschusses für Rundfunk, Filme und Unterstützung der Künste.
Im August 1968 übernahm er sein erstes Regierungsamt und war bis Oktober 1969 Parlamentarischer Sekretär beim Staatssekretär für Kanada. Im Anschluss wurde Stanbury am 20. Oktober 1969 von Premierminister Pierre Trudeau als Minister ohne Geschäftsbereich erstmals in das 20. kanadische Kabinett berufen, in dem er anschließend nach einer Kabinettsumbildung vom 12. August 1971 bis zum 26. November 1972 Kommunikationsminister war. Zuletzt war er vom 27. November 1972 bis zum 7. Juli 1974 Minister für nationale Einkünfte im Kabinett Trudeaus.
Nach seinem Ausscheiden aus dem Unterhaus wurde er 1977 Generalsekretär der kanadischen Niederlassung der Firestone Tire & Rubber Company (Firestone Canada), deren Chief Executive Officer (CEO) er später war. Nach Beendigung seiner Tätigkeit bei Firestone war er als Rechtsanwalt in der Anwaltskanzlei Inch, Easterbrook and Shaker in Hamilton tätig und engagierte sich daneben auch in der Internationalen Juristenkommission sowie als erster Integritätskommissar für das Nunavut-Territorium in der Zeit von März 2001 bis Juli 2008.
Stanburys älterer Bruder Richard Stanbury (1923–2014) war Mitglied des Senats und vertrat in diesem zwischen 1968 und 1998 dreißig Jahre lang den Senatsbezirk York Centre.